# Palatul Păcii

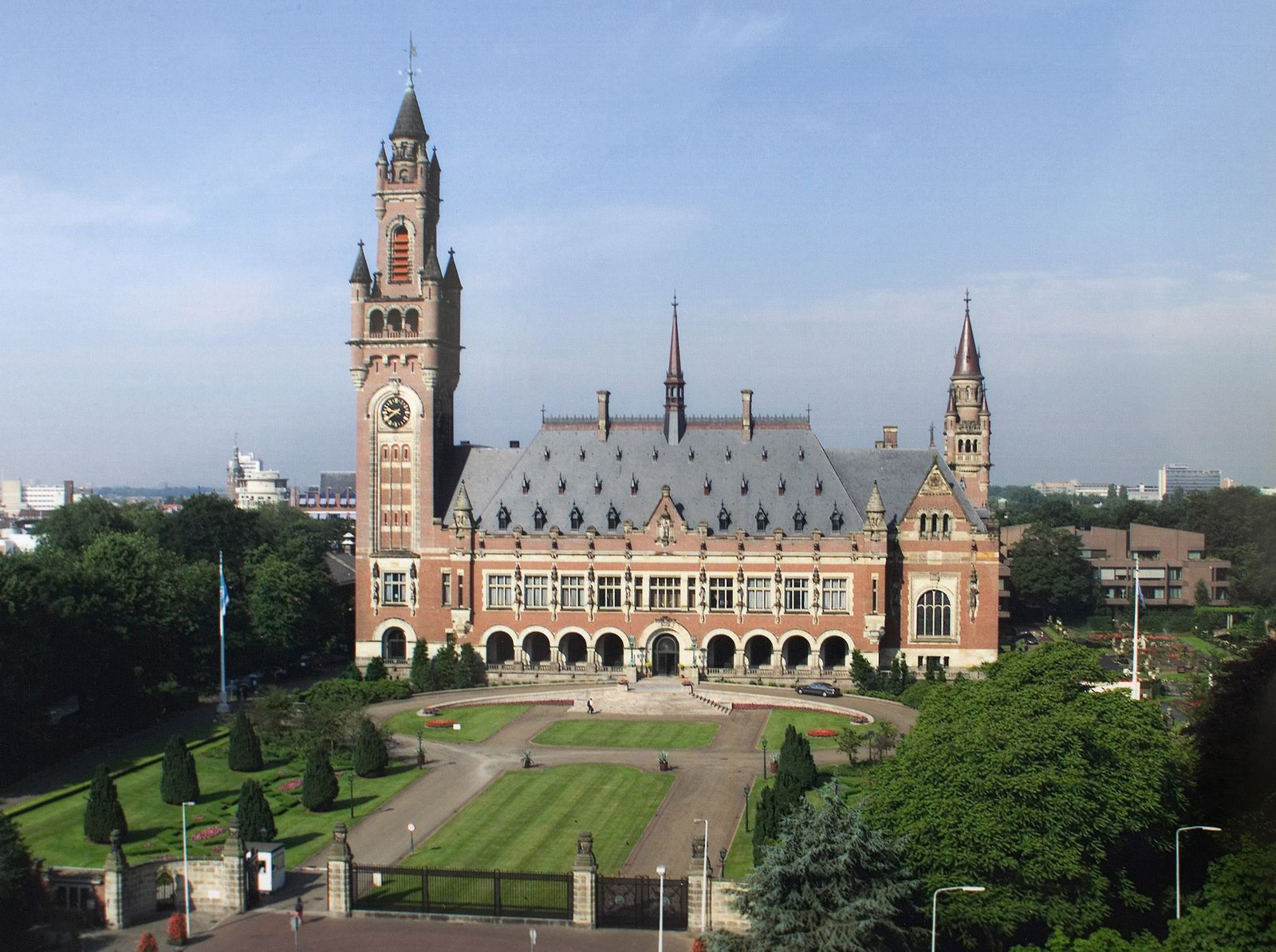
Palatul Păcii

Palatul Păcii (neerlandeză Vredespaleis) este o clădire aflată în Haga, Țările de Jos. Funcționează ca sediul Curții Internaționale de Justiție, principalului corp judecător al ONU, Curții Permanente de Arbitraj, Academiei Legii Internaționale și Bibliotecii Palatului Păcii. Este și un loc de adunare regular pentru evenimente speciale legate de politică și lege internațională.